# Stop the Cavalry
Stop the Cavalry is een lied uit 1980 geschreven en uitgevoerd door Jona Lewie. De plaat werd een hit in vrijwel geheel Europa. In thuisland het Verenigd Koninkrijk bereikte de plaat de 3e positie in de UK Singles Chart. In Oostenrijk werd zelfs de nummer 1-positie bereikt.
In Nederland werd de plaat veel gedraaid op Hilversum 3 en werd een grote hit met kerst 1980. De plaat bereikte de 6e positie in de Nationale Hitparade, de 9e positie in de Nederlandse Top 40 en de 10e positie in de TROS Top 50. In de Europese hitlijst op Hilversum 3 de TROS Europarade bereikte de plaat de 19e positie. In België werd de 5e positie bereikt in de Vlaamse Ultratop 50 en de 6e positie in de Vlaamse Radio 2 Top 30.
De plaat komt regelmatig voor in diverse eindejaars- en kersthitlijsten.
De plaat wordt tegenwoordig vooral als kersthit gezien (iets waar onder andere het refrein, waarin koperblazers een prominente rol hebben, aan bijgedragen heeft), maar was niet met dat doel gecomponeerd. Eigenlijk is het een protestlied tegen oorlogen. Het bevat maar één regel met een referentie aan Kerstmis: "Wish I was at home for Christmas".
De videoclip van het lied speelt zich af in de loopgraven van de Eerste Wereldoorlog. De tekst van het lied refereert onder andere aan Winston Churchill, die in de Eerste Wereldoorlog meevocht, maar ook aan een kernoorlog. De videoclip werd rond kerst 1980 in Nederland op televisie uitgezonden in de popprogramma's AVRO's Toppop, Countdown van Veronica en de TROS Top 50.
Behalve de versie van Jona Lewie bestaat er ook een versie opgenomen door het Welshe mannenkoor de Gwalia Singers in samenwerking met Cory Band. Deze versie is vooral in de Verenigde Staten populair. Beide versies zijn momenteel eigendom van Union Square Music Licensing.

## Hitnoteringen

### Nederlandse Top 40
| Hitnotering: 20-12-1980 t/m 07-02-1981 | Hitnotering: 20-12-1980 t/m 07-02-1981 | Hitnotering: 20-12-1980 t/m 07-02-1981 | Hitnotering: 20-12-1980 t/m 07-02-1981 | Hitnotering: 20-12-1980 t/m 07-02-1981 | Hitnotering: 20-12-1980 t/m 07-02-1981 | Hitnotering: 20-12-1980 t/m 07-02-1981 | Hitnotering: 20-12-1980 t/m 07-02-1981 | Hitnotering: 20-12-1980 t/m 07-02-1981 |
| Week:                                  | 1                                      | 2                                      | 3                                      | 4                                      | 5                                      | 6                                      | 7                                      |                                        |
| -------------------------------------- | -------------------------------------- | -------------------------------------- | -------------------------------------- | -------------------------------------- | -------------------------------------- | -------------------------------------- | -------------------------------------- | -------------------------------------- |
| Positie:                               | 30                                     | 15                                     | 11                                     | 9                                      | 9                                      | 20                                     | 33                                     | uit                                    |

### Nationale Hitparade/ NederlandseSingle Top 100
| Hitnotering (week 1 t/m 6): 27-12-1980 t/m 07-02-1981 Hitnotering (week 7): 30-12-2017 Hitnotering (week 8): 29-12-2018 Hitnotering (week 9): 28-12-2019 Hitnotering (week 10): 02-01-2021 Hitnotering (week 11): 01-01-2022 | Hitnotering (week 1 t/m 6): 27-12-1980 t/m 07-02-1981 Hitnotering (week 7): 30-12-2017 Hitnotering (week 8): 29-12-2018 Hitnotering (week 9): 28-12-2019 Hitnotering (week 10): 02-01-2021 Hitnotering (week 11): 01-01-2022 | Hitnotering (week 1 t/m 6): 27-12-1980 t/m 07-02-1981 Hitnotering (week 7): 30-12-2017 Hitnotering (week 8): 29-12-2018 Hitnotering (week 9): 28-12-2019 Hitnotering (week 10): 02-01-2021 Hitnotering (week 11): 01-01-2022 | Hitnotering (week 1 t/m 6): 27-12-1980 t/m 07-02-1981 Hitnotering (week 7): 30-12-2017 Hitnotering (week 8): 29-12-2018 Hitnotering (week 9): 28-12-2019 Hitnotering (week 10): 02-01-2021 Hitnotering (week 11): 01-01-2022 | Hitnotering (week 1 t/m 6): 27-12-1980 t/m 07-02-1981 Hitnotering (week 7): 30-12-2017 Hitnotering (week 8): 29-12-2018 Hitnotering (week 9): 28-12-2019 Hitnotering (week 10): 02-01-2021 Hitnotering (week 11): 01-01-2022 | Hitnotering (week 1 t/m 6): 27-12-1980 t/m 07-02-1981 Hitnotering (week 7): 30-12-2017 Hitnotering (week 8): 29-12-2018 Hitnotering (week 9): 28-12-2019 Hitnotering (week 10): 02-01-2021 Hitnotering (week 11): 01-01-2022 | Hitnotering (week 1 t/m 6): 27-12-1980 t/m 07-02-1981 Hitnotering (week 7): 30-12-2017 Hitnotering (week 8): 29-12-2018 Hitnotering (week 9): 28-12-2019 Hitnotering (week 10): 02-01-2021 Hitnotering (week 11): 01-01-2022 | Hitnotering (week 1 t/m 6): 27-12-1980 t/m 07-02-1981 Hitnotering (week 7): 30-12-2017 Hitnotering (week 8): 29-12-2018 Hitnotering (week 9): 28-12-2019 Hitnotering (week 10): 02-01-2021 Hitnotering (week 11): 01-01-2022 | Hitnotering (week 1 t/m 6): 27-12-1980 t/m 07-02-1981 Hitnotering (week 7): 30-12-2017 Hitnotering (week 8): 29-12-2018 Hitnotering (week 9): 28-12-2019 Hitnotering (week 10): 02-01-2021 Hitnotering (week 11): 01-01-2022 | Hitnotering (week 1 t/m 6): 27-12-1980 t/m 07-02-1981 Hitnotering (week 7): 30-12-2017 Hitnotering (week 8): 29-12-2018 Hitnotering (week 9): 28-12-2019 Hitnotering (week 10): 02-01-2021 Hitnotering (week 11): 01-01-2022 | Hitnotering (week 1 t/m 6): 27-12-1980 t/m 07-02-1981 Hitnotering (week 7): 30-12-2017 Hitnotering (week 8): 29-12-2018 Hitnotering (week 9): 28-12-2019 Hitnotering (week 10): 02-01-2021 Hitnotering (week 11): 01-01-2022 | Hitnotering (week 1 t/m 6): 27-12-1980 t/m 07-02-1981 Hitnotering (week 7): 30-12-2017 Hitnotering (week 8): 29-12-2018 Hitnotering (week 9): 28-12-2019 Hitnotering (week 10): 02-01-2021 Hitnotering (week 11): 01-01-2022 | Hitnotering (week 1 t/m 6): 27-12-1980 t/m 07-02-1981 Hitnotering (week 7): 30-12-2017 Hitnotering (week 8): 29-12-2018 Hitnotering (week 9): 28-12-2019 Hitnotering (week 10): 02-01-2021 Hitnotering (week 11): 01-01-2022 | Hitnotering (week 1 t/m 6): 27-12-1980 t/m 07-02-1981 Hitnotering (week 7): 30-12-2017 Hitnotering (week 8): 29-12-2018 Hitnotering (week 9): 28-12-2019 Hitnotering (week 10): 02-01-2021 Hitnotering (week 11): 01-01-2022 | Hitnotering (week 1 t/m 6): 27-12-1980 t/m 07-02-1981 Hitnotering (week 7): 30-12-2017 Hitnotering (week 8): 29-12-2018 Hitnotering (week 9): 28-12-2019 Hitnotering (week 10): 02-01-2021 Hitnotering (week 11): 01-01-2022 | Hitnotering (week 1 t/m 6): 27-12-1980 t/m 07-02-1981 Hitnotering (week 7): 30-12-2017 Hitnotering (week 8): 29-12-2018 Hitnotering (week 9): 28-12-2019 Hitnotering (week 10): 02-01-2021 Hitnotering (week 11): 01-01-2022 | Hitnotering (week 1 t/m 6): 27-12-1980 t/m 07-02-1981 Hitnotering (week 7): 30-12-2017 Hitnotering (week 8): 29-12-2018 Hitnotering (week 9): 28-12-2019 Hitnotering (week 10): 02-01-2021 Hitnotering (week 11): 01-01-2022 | Hitnotering (week 1 t/m 6): 27-12-1980 t/m 07-02-1981 Hitnotering (week 7): 30-12-2017 Hitnotering (week 8): 29-12-2018 Hitnotering (week 9): 28-12-2019 Hitnotering (week 10): 02-01-2021 Hitnotering (week 11): 01-01-2022 |
| Week: | 1 | 2 | 3 | 4 | 5 | 6 | | 7 | | 8 | | 9 | | 10 | | 11 | |
| --- | --- | --- | --- | --- | --- | --- | --- | --- | --- | --- | --- | --- | --- | --- | --- | --- | --- |
| Positie: | 29 | 8 | 6 | 20 | 28 | 41 | uit | 88 | uit | 70 | uit | 81 | uit | 88 | uit | 68 | uit |

### VlaamseUltratop 50
| Hitnotering: 03-01-1981 t/m 28-02-1981 | Hitnotering: 03-01-1981 t/m 28-02-1981 | Hitnotering: 03-01-1981 t/m 28-02-1981 | Hitnotering: 03-01-1981 t/m 28-02-1981 | Hitnotering: 03-01-1981 t/m 28-02-1981 | Hitnotering: 03-01-1981 t/m 28-02-1981 | Hitnotering: 03-01-1981 t/m 28-02-1981 | Hitnotering: 03-01-1981 t/m 28-02-1981 | Hitnotering: 03-01-1981 t/m 28-02-1981 | Hitnotering: 03-01-1981 t/m 28-02-1981 | Hitnotering: 03-01-1981 t/m 28-02-1981 |
| Week:                                  | 1                                      | 2                                      | 3                                      | 4                                      | 5                                      | 6                                      | 7                                      | 8                                      | 9                                      |                                        |
| -------------------------------------- | -------------------------------------- | -------------------------------------- | -------------------------------------- | -------------------------------------- | -------------------------------------- | -------------------------------------- | -------------------------------------- | -------------------------------------- | -------------------------------------- | -------------------------------------- |
| Positie:                               | 20                                     | 10                                     | 7                                      | 5                                      | 6                                      | 9                                      | 15                                     | 21                                     | 37                                     | uit                                    |

### NPO Radio 2 Top 2000
| Nummer met noteringen in de NPO Radio 2 Top 2000 | '99  | '00 | '01  |
| ------------------------------------------------ | ---- | --- | ---- |
| Stop The Cavalry                                 | 1815 | -   | 1873 |

1. ↑  Een '-' betekent dat het nummer niet was genoteerd en een vetgedrukt getal geeft de hoogste notering aan.
2. ↑  Deze tabel is bijgewerkt tot en met de laatste editie (2024).